# ア・ニュー・デイ・ハズ・カム (曲)
「ア・ニュー・デイ・ハズ・カム」（英: A New Day Has Come=新しい日は来る）は、セリーヌ・ディオンの復帰アルバム『ア・ニュー・デイ・ハズ・カム』のリードシングル。2002年3月11日発売。

## 概要
作詞・作曲はアルド・ノヴァとステファン・モッキオ、もともとピアノを主体としたバーラード曲としてノヴァとウォルター・アファナシエフによってプロデュースされ、その後リック・ウェイクがミドルテンポのラジオ・ミックスバージョンに編曲し、それがリードシングルとしてリリースされた。原曲のバラードバージョンと共にアルバム『ア・ニュー・デイ・ハズ・カム』に収録されている。
ミュージックビデオはデイブ・メイヤーズの監督によって制作され、2002年3月から各メディアで放映された。
この曲は世界中でヒットし、特にアメリカではホット・アダルト・コンテンポラリー・トラックスの21週連続1位を記録、当時1位の最長記録を更新した。このランキングでは過去にフィル・コリンズの「You'll Be in My Heart」やセリーヌ自身の「ビコーズ・ユー・ラヴド・ミー」が記録を更新しており、両方とも19週連続1位を記録している。ただその後2004年にリリースされたアンクル・クラッカーとドビー・グレイの「Drift Away」が28週連続1位を記録し、ア・ニュー・デイ・ハズ・カムの記録は破られた。その他アメリカ国内のランキングではビルボードホット100のエア・プレイチャートで22位を記録するなどした。
4ヶ月後アメリカ国内ではDVDシングルとしても発売され、ミュージックビデオなどの特典が収録された。DVDシングルはミュージックビデオランキングで11位、ビルボードホット100シングルセル部門で16位を記録、販売枚数は4万5千枚を記録しゴールドに認定された。またCDシングルはオーストラリア（3万5千枚）、ギリシャ（3万枚）、ノルウェー（1万枚）の各国でゴールドに認定され、イギリスではゴールド認定などはなかったものの11万枚を売り上げた。
またセリーヌ・ディオンはラスベガスのシーザーズパレスで4年にわたり週5夜連続公演されたステージ「A New Day...」でこの曲を歌い、その模様は2007年12月発売のライブDVD『ライヴ・イン・ラスベガス』に収録された。ア・ニュー・デイ・ハズ・カムは2008年10月に発売されたベストアルバム『マイ・ラヴ:エッセンシャル・コレクション』（日本未発売）にも収録された。
- 調：変ホ短調（E♭m）

## 収録曲
ヨーロッパ版CDシングル／イギリス版カセットシングル
1. 「ア・ニュー・デイ・ハズ・カム」（ラジオ・リミックス） – 4:23
2. 「ア・ニュー・デイ・ハズ・カム」（アルバム・エディト） – 4:18

日本版CDシングル
1. 「ア・ニュー・デイ・ハズ・カム」（ラジオ・リミックス） – 4:23
2. 「プレーヤー」 – 5:34

アメリカ版7インチシングル
1. 「ア・ニュー・デイ・ハズ・カム」（ラジオ・リミックス） – 4:23
2. 「アイム・アライヴ」 – 3:30

オーストラリア版/ヨーロッパ版CDマキシシングル
1. 「ア・ニュー・デイ・ハズ・カム」（ラジオ・リミックス） – 4:23
2. 「ア・ニュー・デイ・ハズ・カム」（アルバム・エディト） – 4:18
3. 「プレーヤー」 – 5:34
4. 「ア・ニュー・デイ・ハズ・カム」（クリスチャン・B・ミックス） – 3:59

イギリス版CDマキシシングル
1. 「ア・ニュー・デイ・ハズ・カム」（ラジオ・リミックス） – 4:23
2. 「ア・ニュー・デイ・ハズ・カム」（アルバム・エディト） – 4:18
3. 「プレーヤー」 – 5:34

イギリス版CDマキシシングル#2
1. 「ア・ニュー・デイ・ハズ・カム」（アルバム・エディト） – 4:18
2. 「風に吹かれるままに」 – 3:30
3. 「ミスレッド」 – 3:30
4. 「ミスレッド」(video) – 3:30

アメリカ版DVDシングル
1. 「ア・ニュー・デイ・ハズ・カム」PV – 4:20
2. メイキング「ア・ニュー・デイ・ハズ・カム」ビデオ – 3:03
3. メイキングアルバム – 12:15
4. 「ハヴ・ユー・エヴァー・ビーン・イン・ラヴ」スタジオ – 5:05
5. バイオグラフィー
6. フォトギャラリー

## 公式編曲版
1. 「ア・ニュー・デイ・ハズ・カム」（リッチー・ジョーンズ／クリス・パナーギ・クラブ・ミックス・ラジオ・エディト） – 4:32
2. 「ア・ニュー・デイ・ハズ・カム」（リッチー・ジョーンズ／クリス・パナーギ・クラブ・ミックス） – 11:07
3. 「ア・ニュー・デイ・ハズ・カム」（リッチー・ジョーンズ／クリス・パナーギ・クラブ・ミックス・インストゥルメンタル） – 11:07
4. 「ア・ニュー・デイ・ハズ・カム」（マイク・リッゾ・グローバル・ラジオ・エディト） – 4:27
5. 「ア・ニュー・デイ・ハズ・カム」（マイク・リッゾ・グローバル・クラブ・ミックス） – 8:00
6. 「ア・ニュー・デイ・ハズ・カム」（マイク・リッゾ・グローバル・ダブ） – 6:31
7. 「ア・ニュー・デイ・ハズ・カム」（クリスチャン・B・ミックス） – 3:59
8. 「ア・ニュー・デイ・ハズ・カム」（ラジオ・リミックス） – 4:23
9. 「ア・ニュー・デイ・ハズ・カム」（アルバム・エディト） – 4:18
10. 「ア・ニュー・デイ・ハズ・カム」（アルバム・バージョン） – 5:43

## チャート
| チャート (2002年)                            | 最高位 |
| -------------------------------------------- | ------ |
| Australian Singles Chart                     | 19     |
| Austrian Singles Chart                       | 9      |
| Belgian Flanders Singles Chart               | 14     |
| Belgian Wallonia Singles Chart               | 13     |
| Canadian Singles Chart                       | 2      |
| Canadian Adult Contemporary Chart            | 1      |
| Danish Singles Chart                         | 3      |
| Dutch Singles Chart                          | 21     |
| European Singles Chart                       | 4      |
| Finnish Singles Chart                        | 17     |
| French Singles Chart                         | 23     |
| German Singles Chart                         | 6      |
| Greek Singles Chart                          | 8      |
| Hungarian Singles Chart                      | 4      |
| Irish Singles Chart                          | 10     |
| Italian Singles Chart                        | 10     |
| New Zealand Singles Chart                    | 20     |
| Norwegian Singles Chart                      | 3      |
| Spanish Singles Chart                        | 12     |
| Swedish Singles Chart                        | 3      |
| Swiss Singles Chart                          | 2      |
| UK Singles Chart                             | 7      |
| U.S. Billboard Hot 100                       | 22     |
| U.S. Billboard Hot Adult Contemporary Tracks | 1      |
| U.S. Billboard Hot Adult Top 40 Tracks       | 19     |
| U.S. Billboard Hot Dance Club Play           | 44     |
| U.S. Billboard Hot Latin Pop Airplay         | 28     |
| U.S. Billboard Latin Tropical Airplay        | 19     |
| U.S. Billboard Top 40 Mainstream             | 25     |
| U.S. Billboard Top Music Video               | 11     |
| U.S. Billboard Top 40 Tracks                 | 27     |